# Thapelo Monaiwa
Thapelo Monaiwa (* 18. Februar 1998) ist ein botswanischer Leichtathlet, der im Sprint und im Weitsprung an den Start geht.

## Sportliche Laufbahn
Erste Erfahrungen bei internationalen Meisterschaften sammelte Thapelo Monaiwa im Jahr 2019, als er bei der Sommer-Universiade in Neapel mit 7,40 m in der Weitsprungqualifikation ausschied. Bei den World Athletics Relays 2021 in Chorzów schied er mit der botswanischen 4-mal-100-Meter-Staffel mit 39,55 s im Vorlauf aus und im Jahr darauf im Jahr darauf belegte er bei den Afrikameisterschaften in Port Louis mit 7,55 m den fünften Platz. Anschließend gelangte er bei den Commonwealth Games in Birmingham mit 7,37 m auf den zwölften Platz. 2024 belegte er bei den Afrikaspielen in Accra in 39,19 s den vierten Platz im Staffelbewerb und verpasste im Weitsprung mit 7,29 m den Finaleinzug. Im Juni gelangte er bei den Afrikameisterschaften in Douala mit 7,68 m auf den fünften Platz im Weitsprung und zudem kam er im Staffelbewerb im Finale nicht ins Ziel.
2023 wurde Monaiwa botswanischer Meister im 100-Meter-Lauf sowie 2023 und 2024 im Weitsprung.

## Persönliche Bestleistungen
- 100 Meter: 10,29 s (+1,2 m/s), 25. März 2023 in Gaborone
  - 60 Meter: 6,63 s (0,0 m/s), 18. Februar 2023 in Pretoria
- Weitsprung: 8,12 m (+0,3 m/s), 12. April 2023 in Pretoria